# 인천금융고등학교
인천금융고등학교(仁川金融高等學校) 대한민국 인천광역시 남동구 논현동에 있는 사립 고등학교이다.

## 학교 연혁
- 1958년 3월 : 학교법인 문성학원 설립, 문용호 이사장 취임
- 1974년 1월 : 문성여자상업고등학교 설립 인가
- 1974년 3월 : 초대 교장 김만옥 취임 및 제1회 입학식 거행(243명)
- 1976년 10월 : 개교기념 제1회 목화제 개최
- 1977년 2월 : 제1회 졸업장 수여식 거행(졸업생수 241명)
- 1983년 10월 : 행문관 준공 및 도서관 자연사박물관 역사관 개관
- 1985년 3월 : 산업체 특별학급 설치(6학급)
- 1988년 10월 : 문성학원 30주년 기념식 거행 및 학원 30년사 발행
- 1996년 11월 : 멀티미디어실 개관
- 2002년 10월 : 교명 변경 선포(문성정보미디어고등학교)/교명 변경 기념 제27회 목화제 개최
- 2007년 8월 : 인천광역시 교육청, 「문화콘텐츠특성화고등학교」 승인
- 2010년 1월 : 「자율학교」인천광역시교육청 지정
- 2010년 9월 : 학과명 변경 승인(콘텐츠비지니스과, 콘텐츠디자인과, 영상애니메이션과)
- 2011년 12월 : 교명변경 인가(한국문화콘텐츠고등학교)
- 2016년 9월 : 교명 변경 승인(인천금융고등학교)
- 2018년 2월 : 학교이전(남동구 구월로 372번길 98→ 남동구 함박뫼르 438-9)
- 2018년 9월 : 사과나무 그늘, 도서관 개관
- 2018년 11월 : 학교이전 신축교사 준공
- 2023년 1월 : 제47회 졸업장 수여식(191명) 졸업생 누계 24,452명
- 2023년 9월 : 제10대 전용화 교장 취임

## 설치 학과
- 애니메이션과
- 사무행정과
- 금융과
- 펫뷰티케어과
- 웹툰애니메이션과
- 유아보육과
- 금융사무과

## 참고 자료
- 인천금융고등학교 - 한국교육학술정보원 학교알리미